# Madhvačarja
Madhvačarja (krajše Madhva), znan tudi kot Purna Prajna Tirtha, Ananda Tirtha, Shri Madhvacharya in Jagadgru Madhvacharya je bil hindujski filozof in ustanovitelj filozofije Tattvavada bolj znane kot ene od šestih filozofskih vej v indijski filozofiji, Dvaita (filozofija dualizma).
ŽIVLJENJEPIS
Madhvacharya je že kot otrok je zelo inteligenten in vedno očaral vse svoje učitelje. Bil je zelo spiritualen in že z desetimi leti postal menih. Indijo je velikokrat prepotoval in predstavljal svojo filozofijo. Spuščal se je v filozofske debate in obiskoval hindujske izobraževalne centre. Je ustanovitelj templja Udupu Sri Krishna Matha - slaven hindujski tempelj posvečen Bogu Krishni v mestu Udupi v Indiji.
Življenje in kariera
Nekateri viri Shri Madhvacharyo uvrščajo med leti 1238-1317, spet drugi pa med 1199 in 1278. Madhvacharya se je rodil pisatelju Narayanu Bhatti in ženi Vedavati, v Pajaku - majhno mesto v bližini Udupija v Karnataki, Indija. Rodil se je, na dan velikega hindujskega festivala Virayadashami. 
Bil je kritik Advaite Vedante Adi Shankara in Ramanujeve Vishishtadvaita Vedanta. Večkrat je obiskoval Indijo, med drugim kraje, kot so Bengal, Varanasi, Dwarka, Goa in Kanyakumari, kjer se ukvarjajo s filozofskimi razpravami. Pogosto je obiskoval hindujske učne centre.
Njegova teistična teorija dualizma se ni strinjala z monističnimi učenji drugih dveh najbolj vplivnih Vedantskih šol, ki temeljijo na advajinem nondualizmu in kvalificiranem nondualizmu Vishishtadvaite. Osvobojenost, je trdil Madhva, je mogoče doseči le z milostjo Boga.
Madvacharya pravi, da je izkušnja vsake duše drugačna od izkušnje druge duše - vsaka oseba ima samo svoj niz karakteristik. To je največja razlika med njim in filozofom Ramanujo, ki pa pravi da imajo vse duše enake parametre in da je edina razlika med njimi v Bogu. Madhvacharya je pisal predvsem dela povezana s filozofijo dualizma in pa Vedic - mislijo na splošno, kot komentar na Vedas (dolga religiozna besedila), Upanishads (del Vedas), Bhadavadgito (700-verzna hindujska skripta) in veliko ostalih. Napisal je več kot 37 dualističnih besedil. Pisal je argumente proti enaidvajsetim starodavnim učenjakom, da bi utrdil svojo filozofijo o šolstvu. Madhvacharaya je bil absoluten dualist.
VPLIVI
Dualistična šola, ki jo je ustanovil Madhva, je vplivala na razvoj Vaišnavizma (čaščenja boga Višnuja) Vaišnavizem je podmnožica Bhakti gibanja, gibanja v srednjeveški Indiji. To gibanje je eno od treh vplivnih vedantskih filozofij, skupaj z Advaita Vedanta in Vishishtadvaita Vedanta. Madhvine vrednote so temeljile na inteligenci, moči, pogumu, zdravju, delavnosti in umetnosti govora. Vse pa izhajajo iz spomina na boga vetra- Hanumana.
NJEGOVA FILOZOFIJA
Kot navaja Madhvacharya, je metafizična realnost pluralna. Obstajajo predvsem dve tattvi ali kategorije realnosti - svatantra tattva (neodvisna realnost) in asvatantra tattva (odvisna realnost). Ishvara (Bog Vishnu ali Krišna) je vzrok vesolja in edine neodvisne resničnosti. Ustvarjeno vesolje je odvisna realnost, ki jo sestavljajo Jiva (posamezna duša) in Jada (materija, materialne stvari). Posamezne duše so pluralne, različne in razločne stvarnosti. Posamezna duša je občutljiva, materialnost pa ne. 
Madhva nadalje navaja razliko med odvisno in neodvisno realnostjo kot petkratno delitvijo (pancha-bheda) med Bogom, dušami in materialnimi stvarmi. 
Te razlike so: (1) med materialnimi stvarmi; (2) med materialno stvarjo in dušo; (3) med materialno stvarjo in Bogom; (4) med dušami; in (5) med dušo in Bogom.
POGLED NA OSTALE ŠOLE
Madhvacharya je bil oster kritik tekmovalnih šol Vedanta in drugih šol indijskih filozofij, kot so budizem in džainizem. Napisal je argumente proti indijskim učiteljem iz dvajsetih starodavnih in srednjeveških obdobij, ki so pomagali vzpostaviti temelje svojih lastnih zamisli o šoli.
DELA
Madhvacharya je, kot precej produktiven pisatelj, omejeval dostop do svojih del in distribucijo tistim zunanjim osebam, ki niso bile vključene v šolo Dvaita. 
यतिप्रणवकल्पः (Yati Pranava Kalpa)-človek je odrešen šele ko se popolnoma odpove vsem materialnim dobrinam.
जयन्तीनिर्णयः (Jayanti Nirnaya)- To je kratko delo, ki se ukvarja s podrobnim opazovanjem Sri Krishna Jayanti.
न्यासपद्धतिः (Nyasapaddhati)-Poudarja pomembnost Sanyasins
FILM
Leta 1986 je izšel film, ki ga je režiral G. V. Iyer, z naslovom Madhvacharya. Film opisuje Madhvino živčjensko in učiteljsko pot in je posnet v kannadskem jeziku.
VIRI
•Gaudiya History. 2015. Madhvacharya. internet 30.11.2018. Dostopno na naslovu: https://gaudiyahistory.iskcondesiretree.com/sri-madhvacarya/
• New World Encyclopedia. 2016. Madha. internet 30.11.2018. Dostopno na naslovu: http://www.newworldencyclopedia.org/entry/Madhva
•Karnataka, 2016.The Religious Reformer- Madhvacharya. internet 30.11.2018. Dostopno na naslovu: https://www.karnataka.com/personalities/madhvacharya/
•Wikiquote. 2015 . Madhvacharya. internet 30.11.2018. dostopno na naslovu: https://en.wikiquote.org/wiki/Madhvacharya
Dvaita. 2014. Dvaita school of Vedanta. internet 11.2.2018. Dostopno na naslovu: http://www.dvaita.org/index.shtml Arhivirano 2019-06-01 na Wayback Machine.